# Specter at the Feast
| Оценки критиков  | Оценки критиков |
| Источник         | Оценка          |
| ---------------- | --------------- |
| Allmusic         | [ 1 ]           |
| The Guardian     | (8/10)          |
| Q Magazine       | (6/10)          |
| Music OMH        | (2.5/5)         |
| Paste Magazine   | (8/10)          |
| Drowned In Sound | (7/10)          |
| NME              | (7/10)          |

Specter at the Feast — седьмой студийный альбом американской группы Black Rebel Motorcycle Club, выпущенный 18 марта 2013 года в Европе и Великобритании и 19 марта — в остальных странах.
По словам участников группы, на новый материал повлияло творчество групп Pink Floyd и Spiritualized.

## Список композиций
| №   | Название              | Длительность |
| --- | --------------------- | ------------ |
| 1.  | «Fire Walker»         | 6:23         |
| 2.  | «Let the Day Begin»   | 4:06         |
| 3.  | «Returning»           | 5:34         |
| 4.  | «Lullaby»             | 4:36         |
| 5.  | «Hate the Taste»      | 3:50         |
| 6.  | «Rival»               | 3:37         |
| 7.  | «Teenage Disease»     | 3:22         |
| 8.  | «Some Kind of Ghost»  | 3:51         |
| 9.  | «Sometimes the Light» | 3:20         |
| 10. | «Funny Games»         | 4:38         |
| 11. | «Sell It»             | 6:46         |
| 12. | «Lose Yourself»       | 8:39         |

| №  | Название       | Длительность |
| -- | -------------- | ------------ |
| 1. | «Warning Sign» | 5:55         |
| 2. | «The Knife»    | 3:51         |
| 3. | «Angel Baby»   | 4:26         |